# Kjell Storelid
Kjell Storelid, född den 24 oktober 1970 i Stord, Norge, är en norsk skridskoåkare.
Han tog OS-silver på herrarnas 10 000 meter och även OS-silver på herrarnas 5 000 meter i samband med de olympiska skridskotävlingarna 1994 i Lillehammer.